# Zoltán Horváth (Fechter)

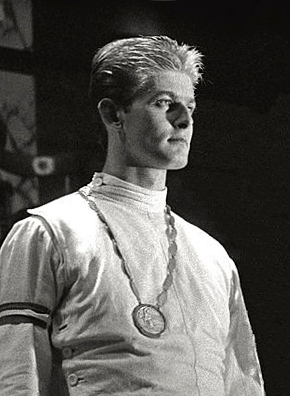
Zoltán Horváth bei den Olympischen Spielen 1960

Zoltán Horváth (* 12. März 1937 in Balatonfüred; † vor oder am 12. Juni 2025) war ein ungarischer Säbelfechter, der zwei olympische Medaillen gewann.

## Karriere
Horváth kam als junges Talent nach Budapest, wo er sich beim Verein Vasas, später bei Vörös Meteor focht. Horváth gewann seine ersten Weltmeistertitel in der Erwachsenenklasse mit der ungarischen Säbel-Equipe bei den Weltmeisterschaften 1957 und 1958 jeweils vor den sowjetischen Fechtern. 1959 siegten die Polen vor den Ungarn. Bei den Olympischen Spielen in Rom gewann er mit der ungarischen Equipe Gold vor den Polen und den Italienern, für die ungarischen Säbelfechter war es der siebte Titel in Folge. Im Einzelwettbewerb gewann in Rom Rudolf Kárpáti vor Horvath. Während Kárpátis Sieg nach dem Finale mit acht Fechtern feststand, musste sich Horváth im Stechen gegen drei weitere Fechter mit gleicher Siegzahl durchsetzen. 
1962 siegte Horváth bei den Weltmeisterschaften im Einzelwettbewerb vor dem Polen Jerzy Pawłowski, in der Mannschaftswertung gewannen die Polen vor den Ungarn. Im Februar 1964 erlitt Horváth einen schweren Autounfall und musste länger im Krankenhaus bleiben. Trotzdem trat er im Oktober bei den Olympischen Spielen in Tokio an, die ungarische Mannschaft belegte nur den fünften Platz. 1965 und 1966 gewann er noch zwei Bronzemedaillen im Einzel, mit der Mannschaft gewann er 1966 seinen dritten Weltmeistertitel nach 1957 und 1958. 1967 beendete Horváth seine Karriere nach diversen Querelen im ungarischen Verband. 1971 versuchte er noch einmal ein Comeback, konnte sich aber nicht für die Olympischen Spiele 1972 qualifizieren.

## Internationale Medaillen
- Fechtweltmeisterschaften 1957: Mannschaft Gold (Aladár Gerevich, Zoltán Horváth, Rudolf Kárpáti, Pál Kovács, Tamás Mendelényi, József Szerencsés)
- Fechtweltmeisterschaften 1958: Mannschaft Gold (Aladár Gerevich, Zoltán Horváth, Rudolf Kárpáti, Pál Kovács, Tamás Mendelényi)
- Fechtweltmeisterschaften 1959: Mannschaft Silber (Gábor Delneky, Aladár Gerevich, Zoltán Horváth, Rudolf Kárpáti, Tamás Mendelényi, József Szerencsés)
- Olympische Spiele 1960: Einzel Silber, Mannschaft Gold (Gábor Delneky, Aladár Gerevich, Zoltán Horváth, Rudolf Kárpáti, Pál Kovács, Tamás Mendelényi)
- Fechtweltmeisterschaften 1961: Mannschaft Bronze (Tamás Mendelényi, Péter Bakonyi, Gábor Delneky, Zoltán Horváth, Rudolf Kárpáti, Miklós Meszéna)
- Fechtweltmeisterschaften 1962: Einzel Gold, Mannschaft Silber (Péter Bakonyi, József Gyuricza, Zoltán Horváth, Tamás Mendelényi, Miklós Meszéna, Tibor Pézsa)
- Fechtweltmeisterschaften 1965: Einzel Bronze
- Fechtweltmeisterschaften 1966: Einzel Bronze, Mannschaft Gold (Péter Bakonyi, Tibor Pézsa, Tamás Kovács, Zoltán Horváth, Miklós Meszéna)